# Ricardo Nunes
Ricardo Luis Reis Nunes (San Pablo, 13 de noviembre de 1967) es un empresario y político brasileño, miembro del Movimiento Democrático Brasileño (MDB). En la actualidad es el alcalde (prefeito) de San Pablo, habiendo asumido el cargo como consecuencia del fallecimiento del titular Bruno Covas.
También fue concejal de la misma ciudad, ganando notoriedad al posicionarse en contra de la inclusión de temas de sexualidad y género y también por su participación en la Comisión Parlamentaria de Fiscalización que investigó el fraude tributario en el municipio, conocida como CPI dos Bancos. Es dueño de una empresa de control de plagas.